# Gentleman's Agreement
Gentleman's Agreement is een Amerikaanse dramafilm uit 1947 onder regie van Elia Kazan. De film is gebaseerd op de gelijknamige roman uit 1947 van de Amerikaanse schrijfster Laura Z. Hobson. De film won destijds drie Oscars en werd in nog vijf andere categorieën genomineerd.

## Verhaal
Samen met zijn zoontje Tommy trekt de verslaggever Phil Green in bij zijn moeder na de dood van zijn vrouw. Hij krijgt van de uitgever John Minify een journalistieke opdracht aangeboden over antisemitisme, een onderwerp dat hem niet interesseert. Phil geeft zich uit voor een Jood en krijgt op die manier te kampen met veel vooroordelen. Hij is bovendien juist een relatie begonnen met Kathy. Die relatie lijdt zwaar onder het werk van Phil.

## Rolverdeling
| Acteur          | Personage             |
| --------------- | --------------------- |
| Gregory Peck    | Philip Schuyler Green |
| Dorothy McGuire | Kathy Lacey           |
| John Garfield   | Dave Goldman          |
| Celeste Holm    | Anne Dettrey          |
| Anne Revere     | Mrs. Green            |
| June Havoc      | Elaine Wales          |
| Albert Dekker   | John Minify           |
| Dean Stockwell  | Tommy Green           |
| Sam Jaffe       | Professor Lieberman   |
| Jane Wyatt      | Jane                  |

## Galerij

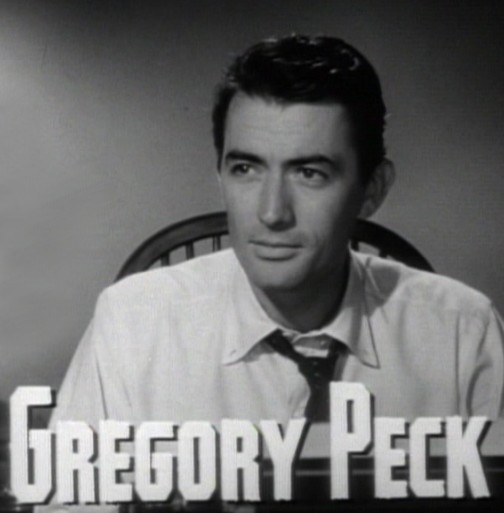
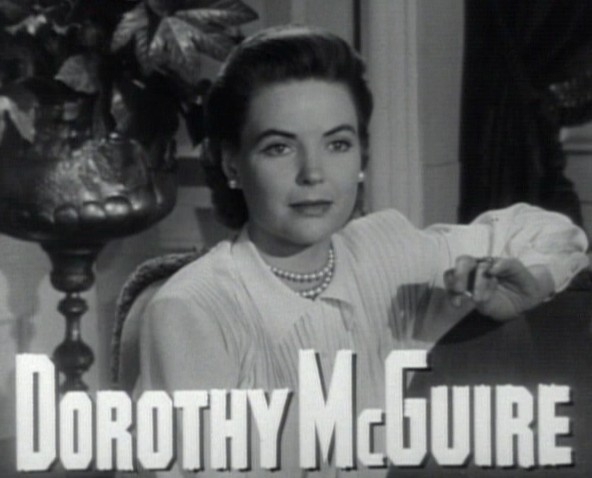
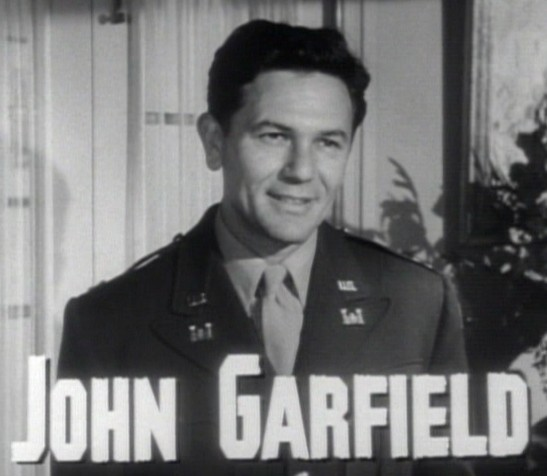

1927-28 - Wings / Sunrise: A Song of Two Humans · 
1928-29 - The Broadway Melody · 
1929-30 - All Quiet on the Western Front · 
1930-31 - Cimarron · 
1931-32 - Grand Hotel · 
1932-33 - Cavalcade · 
1934 - It Happened One Night · 
1935 - Mutiny on the Bounty · 
1936 - The Great Ziegfeld · 
1937 - The Life of Emile Zola · 
1938 - You Can't Take It with You · 
1939 - Gone with the Wind · 
1940 - Rebecca · 
1941 - How Green Was My Valley · 
1942 - Mrs. Miniver · 
1943 - Casablanca · 
1944 - Going My Way · 
1945 - The Lost Weekend · 
1946 - The Best Years of Our Lives · 
1947 - Gentleman's Agreement · 
1948 - Hamlet · 
1949 - All the King's Men · 
1950 - All About Eve · 
1951 - An American in Paris · 
1952 - The Greatest Show on Earth · 
1953 - From Here to Eternity · 
1954 - On the Waterfront · 
1955 - Marty · 
1956 - Around the World in Eighty Days · 
1957 - The Bridge on the River Kwai · 
1958 - Gigi · 
1959 - Ben-Hur · 
1960 - The Apartment · 
1961 - West Side Story · 
1962 - Lawrence of Arabia · 
1963 - Tom Jones · 
1964 - My Fair Lady · 
1965 - The Sound of Music · 
1966 - A Man for All Seasons · 
1967 - In the Heat of the Night · 
1968 - Oliver! · 
1969 - Midnight Cowboy · 
1970 - Patton · 
1971 - The French Connection · 
1972 - The Godfather · 
1973 - The Sting · 
1974 - The Godfather Part II · 
1975 - One Flew Over the Cuckoo's Nest · 
1976 - Rocky · 
1977 - Annie Hall · 
1978 - The Deer Hunter · 
1979 - Kramer vs. Kramer · 
1980 - Ordinary People · 
1981 - Chariots of Fire · 
1982 - Gandhi · 
1983 - Terms of Endearment · 
1984 - Amadeus · 
1985 - Out of Africa · 
1986 - Platoon · 
1987 - The Last Emperor · 
1988 - Rain Man · 
1989 - Driving Miss Daisy · 
1990 - Dances with Wolves · 
1991 - The Silence of the Lambs · 
1992 - Unforgiven · 
1993 - Schindler's List · 
1994 - Forrest Gump · 
1995 - Braveheart · 
1996 - The English Patient · 
1997 - Titanic · 
1998 - Shakespeare in Love · 
1999 - American Beauty · 
2000 - Gladiator · 
2001 - A Beautiful Mind · 
2002 - Chicago · 
2003 - The Lord of the Rings: The Return of the King · 
2004 - Million Dollar Baby · 
2005 - Crash · 
2006 - The Departed · 
2007 - No Country for Old Men · 
2008 - Slumdog Millionaire · 
2009 - The Hurt Locker · 
2010 - The King's Speech · 
2011 - The Artist · 
2012 - Argo · 
2013 - 12 Years a Slave · 
2014 - Birdman · 
2015 - Spotlight · 
2016 - Moonlight · 
2017 - The Shape of Water · 
2018 - Green Book · 
2019 - Parasite · 
2020 - Nomadland · 
2021 - CODA · 
2022 - Everything Everywhere All at Once · 
2023 - Oppenheimer · 
2024 - Anora
A Tree Grows in Brooklyn (1945) · The Sea of Grass (1947) · Boomerang! (1947) · Gentleman's Agreement (1947) · Pinky (1949) · Panic in the Streets (1950) · A Streetcar Named Desire (1951) · Viva Zapata! (1952) · Man on a Tightrope (1953) · On the Waterfront (1954) · East of Eden (1955) · Baby Doll (1956) · A Face in the Crowd (1957) · Wild River (1960) · Splendor in the Grass (1961) · America, America (1963) · The Arrangement (1969) · The Visitors (1972) · The Last Tycoon (1976)